# Tom Taiwo
Thomas James W. Taiwo, más conocido como Tom Taiwo (Leeds, Yorkshire del Oeste, Inglaterra, 27 de febrero de 1990), es un futbolista inglés, pero de ascendencia nigeriana por parte de su abuelo. Se desempeña como centrocampista y su equipo actual es el Hamilton Academical de la Liga Premier de Escocia.

## Trayectoria
Rodeado de polémica, Taiwo se incorporó al Chelsea en 2006 proveniente del Leeds United junto con Michael Woods, ya que el presidente del Leeds United, Ken Bates, acusó al Chelsea de aprovecharse de los jóvenes de 16 años. Finalmente, los dos clubes acordaron más tarde una solución extrajudicial, acordando que el Chelsea debía pagar una indemnización 5 millones de libras esterlinas por Taiwo y Woods.
Taiwo luego se unió al Port Vale de la Football League Two en calidad de préstamo en agosto de 2008. El 30 de agosto, Taiwo debutó con el Port Vale ante el AFC Bournemouth, entrando de cambio al minuto 61. En ese partido, el Port Vale derrotó al Bournemouth por 3-1. Luego, el Port Vale envió a Taiwo de vuelta al Chelsea un mes después, luego de que Taiwo decidió no prolongar su préstamo.
Durante el mes de marzo de 2009, Taiwo estuvo a prueba en el Seattle Sounders de la Major League Soccer de Estados Unidos.
En julio de 2009, Taiwo fue cedido al Carlisle United hasta diciembre de ese mismo año. El 1 de diciembre de 2009, Taiwo anotó su primer gol en la victoria de su equipo sobre el Hartlepool United. El 6 de enero de 2010, el Carlisle hizo válida la opción de compra, contratando de manera permanente a Taiwo, quien firmó un contrato de 2 años y medio.

## Selección nacional
Aunque Taiwo ha sido internacional en las selecciones juveniles de Inglaterra, también puede ser llamado a la Selección de Nigeria, ya que su abuelo es nigeriano.

## Clubes
| Club                    | País       | Año         |
| ----------------------- | ---------- | ----------- |
| Farsley Celtic          | Inglaterra | 1997 - 2000 |
| Leeds United            | Inglaterra | 2000 - 2006 |
| Chelsea FC              | Inglaterra | 2006 - 2010 |
| Port Vale(cedido)       | Inglaterra | 2008        |
| Carlisle United(cedido) | Inglaterra | 2009 - 2010 |
| Carlisle United         | Inglaterra | 2010 - 2012 |
| Hibernian FC            | Escocia    | 2012-2014   |
| Falkirk Football Club   | Escocia    | 2014-2018   |
| Hamilton Academical     | Escocia    | 2018 -      |

## Palmarés

### Campeonatos nacionales
| Título                 | Club            | País       | Año  |
| ---------------------- | --------------- | ---------- | ---- |
| Football League Trophy | Carlisle United | Inglaterra | 2011 |